# Gerhard Vescovi
Gerhard Vescovi (* 1922; † 1998) war ein deutscher Arzt, Schriftsteller, Dichter und Übersetzer.
Gerhard Vescovi studierte in Würzburg und Gießen Medizin. Er führte eine Radiologische Praxis in Böblingen und kehrte als Pensionär 1982 nach Würzburg zurück.
Vescovi war Gründungsmitglied des Bundesverbandes Deutscher Schriftsteller-Ärzte und langjähriger Vizepräsident der internationalen Vereinigung schriftstellerisch tätiger Mediziner. Der Röntgenologe wurde einem breiten Publikum durch seine Biografien und Romane bekannt, darunter Hippokrates im Heckengäu. Aufzeichnungen eines schwäbischen Landarztes und Das Herz sieht anders aus.
Seit 1950 war er Mitglied der Studentenverbindung AV Virtembergia Tübingen.

## Werk
- 10 Jahre Heckengau-Duo, Eigenverlag, Deufringen 1970
- Erwin Baelz. Wegbereiter der japanischen Medizin. Ein Lebensbild, 1972
- Hippokrates im Heckengäu: Aufzeichnungen eines schwäbischen Landarztes, Deutsche Verlags-Anstalt, Stuttgart 1975, ISBN 9783421017086
- Ich schreib Dir was. Ein Buch für Verliebte, Deutsche Verlags-Anstalt, Stuttgart 1977, ISBN 9783421018069
- Das Herz sieht anders aus. Leben und Aufzeichnungen des Anatomen Eduard Siebenrock, Deutsche Verlags-Anstalt, Stuttgart 1979, ISBN 9783421018878
- Der blaue Esel: Roman aus der Nachkriegszeit, Engelhorn Verlag, Stuttgart 1986, Stuttgart 1986, ISBN 9783872030115
- Die Regelkreise der Lebensführung, Mitherausgeber Heinrich Schipperges und Bernhard Geue, Deutscher Ärzte-Verlag, Köln 1988, ISBN 9783769101478
- Die sieben Stufen der Nacht, Engelhorn Verlag, Stuttgart 1990, ISBN 3-87203-084-1
- Von Schloß zu Schloß im Jahreslauf. Ein Kalendarium, ars delecta, Höchberg 1995, ISBN 9783980468800
- Das Jahrhundertspiel, Engelhorn Verlag, Stuttgart 1995, ISBN 9783872031952
- Seltsam ist das schon: Weihnachtsgeschichten zum Nachdenken, Betulius, Stuttgart 1997, ISBN 9783895110429
- Der Doktor von Schramberg, Deutsche Verlagsanstalt, Stuttgart 1998, ISBN 9783421051585